# Європейський кіноприз 2013

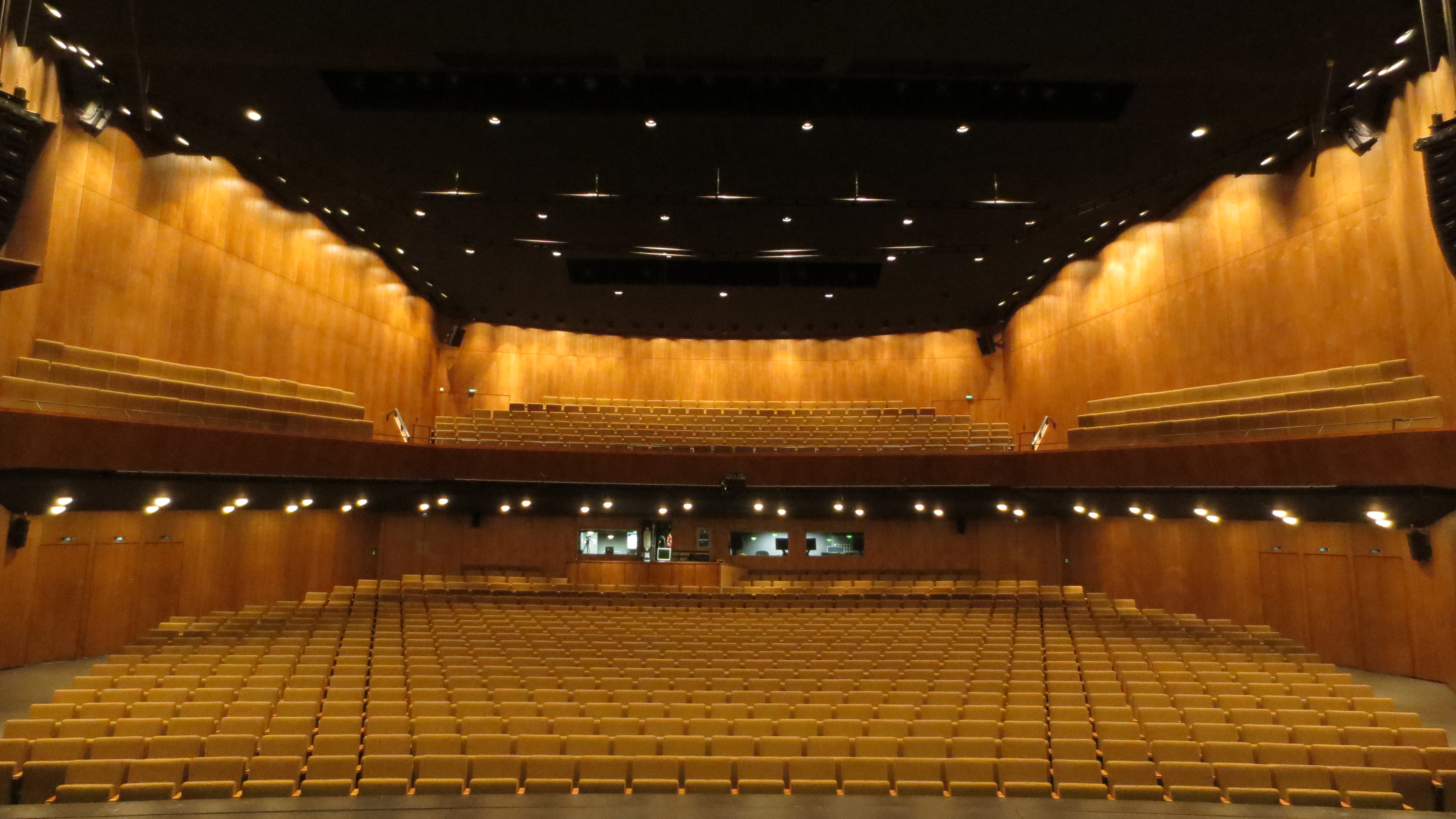
Головна сцена театру "Haus der Berliner Festspiele" у Берліні, в якому відбулася церемонія вручення.

26-та церемонія вручення премії «Європейський кіноприз» за досягнення в європейському кінематографі відбулася 7 грудня 2013 року у Берліні. Переможців обрали понад 2,5 тис. членів Європейської кіноакадемії. Ведучою заходу була німецька комедіантка та телеведуча Анке Енгельке.
Найкращим європейським фільмом визнано картину Паоло Соррентіно Велика краса. Почесні призи за визначний внесок у світовий кінематограф отримали французька акторка й продюсерка Катрін Денев і іспанський режисер Педро Альмодовар.

## Список номінантів
Лауреати виділені окремим кольором.
| Категорії            | Лауреати та номінанти                                          |
| -------------------- | -------------------------------------------------------------- |
| Європейський фільм   | • Велика краса — реж. Паоло Соррентіно (Італія, Франція)       |
| Європейський фільм   | • Життя Адель. Частина 1 і 2 — реж. Абделатиф Кешишу (Франція) |
| Європейський фільм   | • Найкраща пропозиція — реж. Джузеппе Торнаторе (Італія)       |
| Європейський фільм   | • Білосніжка — реж. Пабло Бергер (Іспанія, Франція)            |
| Європейський фільм   | • Розірване коло — реж. Фелікс Ван Гроенгінен (Бельгія)        |
| Європейський фільм   | • Ой, хлопче! — реж. Ян Оле Ґерстер (Німеччина)                |
| Європейський режисер | • Паоло Соррентіно — Велика краса                              |
| Європейський режисер | • Джузеппе Торнаторе — Найкраща пропозиція                     |
| Європейський режисер | • Пабло Бергер — Білосніжка                                    |
| Європейський режисер | • Абделатиф Кешишу — Життя Адель. Частина 1 і 2                |
| Європейський режисер | • Франсуа Озон — У будинку                                     |
| Європейський режисер | • Фелікс Ван Гроенгінен — Розірване коло                       |
| Європейський актор   | • Тоні Сервілло — Велика краса                                 |
| Європейський актор   | • Йохан Хелденберг — Розірване коло                            |
| Європейський актор   | • Джуд Лоу — Анна Кареніна                                     |
| Європейський актор   | • Фабріс Лучіні — У будинку                                    |
| Європейський актор   | • Том Шиллінг — Ой, хлопче!                                    |
| Європейська акторка  | • Верле Батенс — Розірване коло                                |
| Європейська акторка  | • Лумініта Георгіу — Поза дитини                               |
| Європейська акторка  | • Кіра Найтлі — Анна Кареніна                                  |
| Європейська акторка  | • Барбара Сукова — Ганна Арендт                                |
| Європейська акторка  | • Наомі Воттс — Неможливе                                      |

## Приз глядацьких симпатій
Володар Призу глядацьких симпатій визначався онлайн голосуванням на сайті премії.
| Номінанти                                                        |
| ---------------------------------------------------------------- |
| • Анна Кареніна — реж. Джо Райт (Велика Британія)                |
| • Найкраща пропозиція — реж. Джузеппе Торнаторе (Італія)         |
| • Розірване коло — реж. Фелікс Ван Гроенгінен (Бельгія)          |
| • Глибина — реж. Балтасар Кормакур (Ісландія)                    |
| • Позолочена клітка — реж. Рубен Алвес (Португалія, Франція)     |
| • Я так схвильований — реж. Педро Альмодовар (Іспанія)           |
| • Неможливе — реж. Хуан Антоніо Байона (Іспанія)                 |
| • Кон-Тікі — реж. Гоакім Роннінґ, Еспен Сандберґ (Норвегія)      |
| • Кохання - це все, що тобі потрібно — реж. Сюзанна Біер (Данія) |
| • Ой, хлопче! — реж. Ян Оле Ґерстер (Німеччина)                  |
| • У пошуках Цукрової Людини — реж. Малік Бенджеллуль (Швеція)    |